# Осман — Сен-Лазар (станція)
48°52′30″ пн. ш. 2°19′43″ сх. д. / 48.875° пн. ш. 2.328611° сх. д.
Осман — Сен-Лазар (фр. Haussmann–Saint-Lazare) — станція RER у Парижі, Франція. 
Відкрита 14 липня 1999 року як кінцева станція нової лінії RER E, 
розташована під бульваром Осман і безпосередньо сполучена зі станціями Париж-Сен-Лазар, Обер і двома метростанціями.

## Конструкція
Односклепінна станція глибокого закладення з двома береговими платформами. 
Довжина — 255 м, ширина — 58 м, висота — 15 м

## Пересадки
- Сен-Лазар
  - Лінія 3
  - Лінія 12
  - Лінія 13
  - Лінія 14
- Сент-Огюстен
  - Лінія 9
- Гавр — Комартен
  - Лінія 3
  - Лінія 9
- Обер
  - RER A
- Опера
  - Лінія 3
  - Лінія 7
  - Лінія 8
- Сен-Лазар

## Послуги
| Попередня станція | Лінія | Лінія     | Лінія | Наступна станція |
| ----------------- | ----- | --------- | ----- | ---------------- |
| Кінцева           |       | RER RER E |       | Магнета          |